# شهرستان اللیک‌قلعه
ناحیهٔ اللیک‌قلعه (به ازبکی: Ellikqalʼa tumani، اېللیک‌قلعه تومنی)(به قره‌قالپاقی: Ellikqala rayonı، اىُللیك‌قالا رایونىُ) یک ناحیه در ازبکستان است که در قره‌قالپاقستان واقع شده‌است.